# Јон Лука Карађале
Јон Лука Карађале (Најманале, 1. фебруар 1852 — 9. јун 1912) био је румунски драмски писац, романсијер, песник, писац, позоришни редитељ, политички коментатор и новинар. Сматра се да је највећи румунски писац и један од најважнијих румунских писаца. Пост-мортем је изабран за члана Румунске академије.

## Биографија
Јон Лука Карађале је рођен у породици грчког порекла, чији су чланови први пут стигли у Влашку убрзо после 1812. године, за време владавине кнеза Јоана Ђорђа Карађеле. Његов деда Стефан Карађале радио је као кувар за двор у Букурешту.
Отац Јона Луке, који је наводно пореклом из Истанбула, настанио се у округу Прахова као кустос манастира Маргинени (који је у то време припадао грчком православном манастиру Свете Катарине на Синајској гори). Мештанима познат као Лука Карађали, касније је стекао репутацију адвоката и судије у Плојештију и оженио се Екатерином, ћерком трговца из трансилванског града Брашова. Њено девојачко презиме је дато као Alexovici (Alexevici) или као Карабоа (Caraboa). Познато је да је и сама била Гркиња, и, према историчару Луцијану Настаси, неки од њених рођака били су мађарски чланови породице Табај. Пар је такође имао ћерку Ленци.
Ујаци Јона Луке, Костаче и Јоргу Карађеле, руководили су позоришним трупама и били су веома утицајне личности у развоју раног румунског позоришта — подједнако у Влашкој и Молдавији. Лука Карађали је и сам наступао са својом браћом током своје младости. Сва тројица су били критиковани због неучествовања у Влашкој револуцији а бранили су се кроз брошуру штампану 1848. Браћа Карађале имала су две сестре, Екатерину и Анастасију.
Нарочито у старости, писац је истицао скромно порекло своје породице и статус човека који се сам направио. Једном приликом је пејзаж своје младости дефинисао као „мочваре Плојештија“. Иако је то подстакло његовог биографа Константина Доброгеану-Гхереа да га дефинише као „пролетера “, Карађелеову тврдуњу оспорило је неколико других истраживача, који су приметили да је породица имала добар друштвени положај 
Јон Лука Карађеле је већи део свог живота био дискретан у погледу свог етничког порекла. Паралелно, његови страни корени су доспели у пажњу његових противника, који су их користили као аргументе у разним полемикама. Како су се његови односи са Карађелом претворили у непријатељство, познато је да је Михаи Еминеску свог бившег пријатеља називао оним грчким преварантом. Свестан таквог третмана, писац је сматрао увредама све референце на његову лозу. У неколико наврата је радије указивао да је „нејасног рођења“.
Ипак, како је приметио књижевни критичар Тудор Виану, његов поглед на живот био је експлицитно балкански и оријентални, што је, по Виануовом мишљењу, одражавало тип „који се морао наћи у његовој лози“. Слично мишљење је изнео и Пол Зарифопол, који је спекулисао да је Карађалеов конзервативни начин размишљања вероватно последица „лењости једног правог оријенталног“ (на другом месту, он је писца назвао „лењим јужњаком, опремљеном дефинитивно наднормалном интелигенцијом и маштом").
У свом главном делу о историји румунске књижевности, Џорџ Калинеску је укључио Карађела у групу „балканских“ писаца, чији статус средње класе и често страно порекло, како је тврдио, издвајају их без обзира на њихов период – други у овој категорији су били, хронолошким редом, Антон Пан, Тудор Аргези, Јон Минулеску, Урмуз, Матеју Карађеле и Јон Барбу. Насупрот томе, критичар Гарабет Ибраилеану је предложио да је Царагиалеово влашко порекло од посебне важности, што је служило за објашњење његових политичких избора и наводне друштвене пристрасности.
Једном приликом, Карађеле је споменуо да је његов деда по оцу био „грчки кувар”. У неколико контекста, он је своје корене помињао на острву Хидра. На једној од својих фотографија позира у оријенталној ношњи и седи прекрштених ногу, што је Виану протумачио као додатну референцу на његово балканско порекло. Два његова биографа, Зарифопол и Шербан Чокулеску, приметили су да је део Карађелове бајка Kir Ianulea, вероватна самореференца: у том фрагменту текста, хришћански ђаво, прерушен у арванитског трговца, приказан је како се поноси својим румунским језичким вештинама.
Истраге које је спровео Центар за позоришна истраживања у Атини у Грчкој и које су објављене 2002. године понудиле су алтернативно схватање порекла Карађела. Према овој перспективи, Стефан Карађеле је био родом из Кефалоније, а његово првобитно презиме, Караиалис, промењено је на захтев принца Карагија. Разни аутори такође верују да су Карађеловии преци били Албанци или Цинцари.
Првобитно, Јон Лука је био познат као Ioanne L. Caragiali. Његова породица и пријатељи познавали су га као Јанкуа или, ретко, Јанкуцу — застарели хипокористици Јона. Његова дефинитивна пуна верзија садржи слог ца два пута заредом, што се у румунском углавном избегава због својих скатолошких конотација. Међутим, постао је један од ретких какофонија које је прихватила Румунска академија.
Рођен у селу Хаиманале, округ Прахова (данашња општина И. Л. Карађеле, округ Дамбовита), Карађеле се школовао у Плоештију. Током својих раних година, како је касније навео, учио је читање и писање код учитеља у Румунској православној цркви Светог Ђорђа. Убрзо након тога, научио га је књижевни румунски од стране Базилија Драгошескуа, рођеног у Трансилванији (чији је утицај на његову употребу језика требало да призна у једном од својих каснијих дела). Са седам година био је сведок одушевљених прослава уједињења дунавских кнежевина, избором Молдавског Александра Јоана Кузе за принца Влашке; Наредне Кузине реформе требало је да утичу на политичке изборе које је Карађеле направио у старости. Нови владар је касније 1859. посетио своју основну школу, а Драгошеску и сви његови ученици су га дочекали са одушевљењем.
Карађеле је завршио гимназију у школи Сфинти Петру си Павел у граду, и никада није наставио било који облик високог образовања. Вероватно је уписан директно у други разред, пошто подаци не показују да је похађао или дипломирао прву годину. Значајно је да је Царагиалеа предавао историју Константин Ијенеску, који је касније био градоначелник Плоештија. Млади Карађеле је одлучио да крене стопама својих ујака, а Косташ га је учио декламацији и мимичкој уметности у позоришној школи потоњег у Букурешту, где су га пратиле мајка и сестра. Такође је вероватно да је био прекобројни глумац Народног позоришта у Букурешту. Није био у могућности да нађе пуно запослење у овој области и, око 18 година, радио је као преписивач за Окружни суд у Прахови. Током свог живота, Карађеле је одбијао да прича о свом школовању у позоришту, и то је крио од људи који су му били најближи (укључујући своју супругу Александрину Бурели, која је потицала из средње класе).
Године 1866, Карађеле је био сведок Кузиног свргавања од стране коалиције конзервативаца и либерала — како је касније признао у свом Гранд Хотелу „Вицториа Романа“, он и његови пријатељи су се сложили да подрже тај потез гласањем „да“ током накнадног плебисцита, и са прећутно одобрење нових власти, чак и по неколико пута. Са 18 година био је ентузијастичан присталица либералне струје и симпатизовао њене републиканске идеале. Године 1871. био је сведок краткорајне Републике Плојешти -  коју су створиле либералне групе, у покушају да збаце Домнитора Карола I (будућег краља Румуније). Касније у животу, када су његова мишљења скренула ка конзервативизму, Карађеле је исмевао и покушај државног удара и своје учешће у њему.
Касније те године вратио се у Букурешт, након што га је управник Михаил Паскали ангажовао као једног од редитеља у Народном позоришту у престоници, периода на који се присећао у својој књизи Din carnetul unui vechi sufleur. Песника Михаја Еминескуа, са којим је Јон Лука требало да има срдачне односе, али и ривалства, претходно је на исту позицију запослио менаџер Иоргу Карађеле. Поред све већег познавања репертоара, млади Карађеле се образовао читајући филозофска дела филозофа из доба просветитељства. Такође је забележено да је у неком тренутку између 1870. и 1872. године био запослен у истом својству у Молдавском народном позоришту у Јашију. Током тог периода, Карађеле је такође лекторирао за разне публикације и радио као тутор.
Јон Лука је дебитовао у књижевности 1873. године, у доби од 21 године, песмама и хумористичним хроникама штампаним у сатиричном часопису Ghimpel. Објавио је релативно мало чланака под разним псеудонимима — међу њима и Цар, контракција његовог породичног имена, и разрађенији Палицар. Углавном је обављао основне услуге за редакцију и њену штампарију, с обзиром на то да је, након што је Лука Карађијали умро 1870. године, био једини хранитељ своје мајке и сестре. Након повратка у Букурешт, још више се укључио у радикално и републиканско крило либералног тренда — покрет који се обично назива „црвени“. Како је касније признао, често је присуствовао конгресима, присуствујући говорима које је држао лидер Црвених Ц. А, Розети; тако се блиско упознао са популистичким дискурсом, који је касније пародирао у својим делима. Радећи за Гимпелеа, упознао је републиканског писца Н. Т. Орасануа.
Неколико његових чланака за Гимпела било је саркастичног тона и циљало је на различите књижевне личности тог времена. У јуну 1874. Карађеле се забављао на рачун Н. Д. Попеску-Попнедеа, аутора популарних алманаха, чији је укус доводио у питање. Убрзо након тога, исмејао је песника у успону Александруа Македонског, који је објавио своју тврдњу да је он „гроф Генијадевски“, а тиме и пољског порекла. Чланак којем је допринео Карађеле, у којем је спекулисао да је Македонски (који се помиње анаграмом Аамски ) користио име искључиво зато што је подсећало људе на реч „геније“, био је први чин у дугој полемици између њих двојице. књижевне личности. Карађеле је претворио Амског у лик на своју руку, предвиђајући његову смрт као резултат претераног рада у уређивању часописа "за политички развој земље".
Карађеле је такође допринео поезији Гимпелу: два сонета и низ епиграма (од којих је један био још један напад на Македонског). Верује се да је прво од ових дела, сонет из 1873. посвећен баритону Агостину Мацолију, био његов први допринос ликовној књижевности (за разлику од новинарства).
Током наредних година, Карађеле је сарађивао на различитим гласилима новостворене Национално-либералне партије, а у мају 1877. основао је сатирични часопис Clanopus. Касније 1877. године, такође је превео серију драма на француском језику за Народно позориште. Заједно са француским републиканцем Фредериком Дамеом, водио је и краткотрајни часопис Națiunea Română.
Тада је допринео и серијализованом прегледу румунског позоришта, који је објавио лист Романиа Либера, у којем је Карађеле напао инфериорност румунске драматургије и широко распрострањено прибегавање плагијату. Према речима историчара књижевности Перпесицијуса, серија је представљала „један од најчвршћих критичких доприноса историји нашег позоришта”.
Као млади новинар је почео да се удаљава од национал-либералне политике убрзо након 1876. године, када је Јон Браћуну постао премијер. Према многим верзијама, Еминеску, који је радио у редакцији главног конзервативног листа Тимпул, тражио је да му се придруже Карађеле и трансилвански прозни писац Јоан Славичи, који су обојица били запослени у листу. Овај редослед догађаја остаје нејасан и зависи од извора који кажу да је Еминеску био запослен у листу у марту 1876. Друга сведочења указују да је Еминеску заправо стигао последњи, почевши да ради у јануару 1878.
Славичи се касније присећао да су тројица од њих водили дуге дискусије у Тимпуловом седишту на Калеи Викторији и у Еминескуовој кући у улици Сфинћилор, где су планирали да буду коаутори великог дела о румунској граматици. Према историчару књижевности Тудору Виануу, однос између Карађела и Еминескуа делимично је реплицирао однос између овог другог и Молдавца Јона Креангеа.
Током тог периода, Timpul и Еминеску су водили оштру полемику са црвеним, а посебно њиховим вођом Розетијем. Тада је Румунија ушла у руско-турски рат као средство да обезбеди своју потпуну независност од Отоманског царства. Карађеле је наводно био мало заинтересован за уређивање Тимпула у том периоду, али се претпоставља да је неколико непотписаних хроника, које покривају стране догађаје, његов допринос (као и две адаптације кратких прича дела америчког аутора Едгара Алана Поа, обе које је Тимпул објавио у пролеће-лето 1878). Новине су заправо издате као заједнички напор, што отежава идентификацију аутора многих других чланака. Према Славичу, Карађеле је повремено довршавао недовршене прилоге Еминескуа кад год би овај морао неочекивано да оде.
Уместо тога, концентрисао се на Claponul, који је сам уређивао и писао за време рата. Зарифопол је веровао да је, кроз серију лаких сатира које је приложио часопису, Карађеле испробавао свој стил и тако „забављао становнике предграђа, како би их проучавао“. У делу чији је аутор тога времена био је имагинарни берберин и уметник аматер, Настасе Стирбу, који је повукао директну паралелу између уметности, књижевности и шишања – и тема и лик су поново коришћени у његовим каснијим радовима. Слично томе, фрагмент прозе који се односи на два нераздвојна пријатеља, Шотрочеа и Мотрочеа, требало је да послужи као први нацрт за серију Лаче и Маче у Momente și schițe.. Још једно запажено дело тог времена је Pohod la șosea, римована репортажа која документује долазак руске војске у Букурешт и реакције улице на тај догађај. Claponul је престао да излази почетком 1878.
Вероватно је преко Еминескуа Јон Лука Карађеле дошао у контакт са Јунимеом са седиштем у Јашу, утицајним књижевним друштвом које је такође било центар антинационалне либералне политике. Карађеле се на почетку састао са оснивачем Јунимеа, критичарем и политичарем Титуом Мајорескуом, током посете кући др Кремница, лекара породице Домнитор Карола I. Докторова супруга и Мајорескуова снаја, Мите Кремниц, и сама је била писац, а касније је постала Еминескуова љубавница. Током неколико састанака, Мајореску је замолио Царагиалеа да запише серију афоризама у албум. Његова сажета размишљања су контемплативног тона, а неки од њих су неки данашњи рецензенти протумачили тако да садрже доказе о мизантропији и, у извесној мери, мизогинији.
Године 1878. Карађеле и Мајореску су ' у Јаши, где су присуствовали Јунимејиној 15. годишњици и где је Карађеле прочитао свој први нацрт прослављене драме O noapte furtunoasă. Рад исмејава мешавину либералних вредности и демагогије ситне буржоазије. Одмах је погодио већинско конзервативну групацију. Његов пријем био је један од кључних тренутака у другом периоду активности Јунимее, који је карактерисао ширење друштва у Букурешт и покровитељство уметности. Други писци који су обележили ову етапу ' су Креанга, Славици, Василе Александри и Василе Конта — заједно са Карађелом, убрзо су постали најзначајнији представници Јунимејиног директног утицаја на књижевност. У различитом степену, сви су похвалили главни елемент јунимистичког дискурса, критику Мајорескуа о „формама без темеља“ — сам концепт се односио на негативан утицај модернизације, који је, како је Јунимеа тврдио, до тада користио само горњим слојевима Румуније. друштва, остављајући осталима непотпуну и све више фалсификовану културу.
Јон Лука Карађеле се такође повезао са Јунимеиним гласником, Цонворбири Литераре, и наставио да даје допринос чак и након 1885. године, када је друштво почело да опада у значају. Ту су све његове велике комедије први пут представљене јавности. Он се, међутим, није придружио покрету Петра П. Царпа, који је имао за циљ да консолидује Јунимеју као трећу силу у румунској политици, и остао је непоколебљиво независан током наредних година. Карађеле је ипак био повезан са Јунимистичким часописом Constituționalul.
Почетком јануара 1879. Народно позориште је први пут поставило O noapte furtunoasă. Представа је била хит, а признање је стигло до Карађела упркос чињеници да је одбио да му име буде одштампано на постерима. Карађеле је убрзо био огорчен када је открио да је, до друге инсценације, његов текст ублажио шеф позоришта којег је именовала влада, национални либерал Јон Гика. Када је затражио званично објашњење, О ноапте фуртуноаса је уклоњен из програма сезоне. Током наредних година, независне трупе су постављале представу или њене плагиране верзије у своју корист. Враћен је на репертоар Народног позоришта 1883. и био је толико успешан да су државна позоришта у градовима као што су Крајова и Јаши уложила напоре да га уврсте у своје програме.
Карађале је касније учествовао у режији његових представа у Народном позоришту, где му је главни сарадник био глумац и управник Константин И. Нотара. Заједно, они су заслужни што су ставили тачку на технике које је фаворизовао Михаил Паскали, заменивши наглашену декламацију природнијом и проучаванијом перспективом глуме.
Године 1880. штампао је Conu Leonida față cu reacțiunea — комад о некултурном „црвеном“ пензионеру и његовој наивној жени, који су чули уличну тучу и веровали да је револуција неминовна. Тада су објављени и његови први мемоари из света позоришта, што се поклопило са објављивањем сопствене књиге мемоара Јона Креанга, познатог свеска Аминтири дин цопиларие.
У пратњи Мајорескуа, Карађеле је отишао у Аустроугарску. Њих двоје су у Бечу присуствовали извођењу Сан летње ноћи Вилијама Шекспира у организацији Дворског позоришта. По повратку је практично остао без посла, а 1881. одустао је од положаја у Тимпулу. Ипак, те јесени, В. А. Уречиа, министар образовања у кабинету националног либерала Јона Браћануа, доделио му је функцију генералног инспектора за молдавске округе Сучева и Неамт. Користећи близину своје нове резиденције и Јашија, Јон Лука Карађеле је постао редован учесник Јунимеиних активности, постајући добар пријатељ са неким од њених најважнијих представника (Јакоб Негруци, Василе Погор и Петру Тх. Мисир). Са Негруцијем је драматизовао Hatmanul Baltag, приповетку Николаја Ганеа.
Зближио се са Вероником Микле, списатељицом која је била и Еминескуова љубавница. Њих двпје су неко време били у вези, иако је она наставила да се виђа са песником. То је довело до проблема у пријатељству између Еминескуа и Карађела.
Само годину дана касније, Карађеле је враћен у Влашку, где је постао генерални инспектор у Аргешу и Валчеи. На крају му је овај положај одузет 1884. и нашао се на ивици банкрота ; тиме је прихватио ниско место референта за управу матичних књига. Вероватно је у том периоду настала и објављена његова мелодрама O soacră — Карађеле, који је био свестан њених мана, указао је да је то дело из његове младости и датирао га је у 1876. Његов исказ оспорава неколико детаља у тексту.
У јуну 1883, док је посетио Мајорескуову кућу, добио је вест да је Еминеску претрпео први у низу напада деменције. Карађеле се наводно расплакао. Овај низ догађаја такође га је довео до сукоба међу члановима Јунимеа : попут Погора, Карађеле се противио стилу Василеа Александра, остарелог песника Јунимиста, и био је шокиран када је сазнао да исмејава много млађег Еминескуа.
Године 1889, година смрти песника Михаиа Еминескуја, Карађале је објавио текст у "Нирвана". Године 1890. био је наставник историје у средњој школи Свети Ђорђе. Исте године оженио се са Александрином Бурели, ћерком глумца Геатана Бурелија. Из овог брака има две ћерке.
Карађелеова богата рођака, Катинка Момуло Кардини (позната Катинка Момулоаја), која је била удовица познатог угоститеља и рођака његове мајке Екатерине, умрла је 1885. године, а писац је имао изгледе да наследи велико богатство. Он се ипак укључио у суђење са другим Момулоајиним рођацима, које се продужило до почетка 20. века.
Неколико месеци након тога, његова нова комедија, O scrisoare pierdută, први пут је приказана јавности. Фреска сукобљених политичких машина, провинцијске корупције, ситних амбиција и несувисле демагогије, одмах је била хит у јавности. Вероватно врхунац Карагиалеове каријере, постао је једно од најпознатијих дела те врсте у румунској књижевности. Мајореску је био задовољан његовим успехом и сматрао је да је то знак зрелости румунског друштва, које је, како је рекао, "почиње да се смеје" национал-либералној реторици.
Јон Лука Карађеле је био у романтичној вези са неудатом младом женом, Маријом Константинеску, која је радила за градску већницу у Букурешту — 1885. родила је Матејуа, кога је Карађеле признао као свог сина.
Током исте године, Царагиалеов D-ale carnavalului, лакша сатира морала у предграђу и љубавних незгода, била је примљена са звиждуцима и псовкама од стране јавности — критичари су дело сматрали „неморалним“, због отвореног приказа прељубе која је остала некажњена. Контроверза је довела до тога да је Мајореску стао на страну свог пријатеља и објавио есеј веома критичан према културним начелима националног либерала (под називом Comediile domnului Caragiale, требало је да буде поново штампан 1889, као предговор Карагијалеовим сабраним драмама). У њој је критичар, који је био под утицајем идеја Артура Шопенхауера, тврдио да Карађеле није успео у подизању људског духа, управо зато што се уздигао и изнад дидактичности и егоизма.
Чланак је одиграо суштинску улогу у помирењу драматурга са општом публиком, али је такође довео до полемике између Мајорескуа и филозофа Константина Доброгеану-Гереа (марксисте који је тврдио да Мајореску противречи самом себи).
Упркос својим ранијим сукобима са националним либералима, Карађеле, који се и даље суочавао са проблемима у зарађивању за живот, пристао је да да прилоге за партијску штампу, и тако се накратко повезао саVoința Națională (часопис који је издао историчар и политичар Александру Димитрије Ксенопол). Под псеудонимом Лука, написао је две позоришне хронике. Паралелно, предавао је наставу у приватној средњој школи Сфантул Гхеоргхе у Букурешту. Ова епизода његове каријере окончана је 1888. године, када је Мајореску ступио на функцију министра образовања у кабинету Теодора Розетија (који је формирала група конзервативаца јунимиста ). Карађеле је тражио да буде постављен за шефа позоришта. Иако је Мајореску у почетку био против, Карађеле је на крају добио ту функцију. Коначна одлука је приписана румунској краљици Елизабети која је замолила Мајорескуа да преиспита, или, алтернативно, подршци коју је понудио утицајни јунимиста Петре П. Царп.
У јануару 1893. године, повукао из новинарства. Крајем 1889. Карађале је оживео духовни часопис Мофтул.
Јон Лука Карађеле је био гласни критичар антисемитизма, који су углавном представљали национални либерали и покрет у настајању АЦ Кузе . У време када је јеврејској заједници ускраћена еманципација, он се залагао за њену пуну интеграцију у румунско друштво, позивајући да се грађанска права прошире на све становнике Румуније. Око 1907. године окушао се у писању законског предлога, по коме је румунска држава требало да пружи држављанство свим резидентним лицима без држављанства који нису уживали страну заштиту — у рукописној форми, овај документ је чувао његов пријатељ Димитрије Густи. Према Гарабету Ибраилеауу, његово одбацивање антисемитских ставова је било због његовог неуспеха да се повеже са средњом класом и њеним антијеврејским ставовима, или због његове „моћне интелигенције“, која је била у супротности са „инстинктивном, готово зоолошком природом“ антисемитског дискурса.
Почетком 1901. године, када је Јон Лука Карађале ушао у 25. годину књижевности, његови пријатељи су му приредили банкет у Гамбринусу, где су говоре одржали Барбу Штефенеску Делавранча и конзервативни политичар Таке Јонеску.
Његова последња збирка списа под називом Schițe nouă („Нове скице“) штампана је 1910. Током тог периода, након што је дао подршку пројекту који је изложио његов колега драматург Александру Давила, помогао је у стварању новог приватног букурештанског позоришта и забележио његову инаугурацију у својој репортажи Începem („Ми почињемо“).
У то време, Јон Лука Карађеле је постао изузетно близак новој генерацији етничких румунских интелектуалаца у Аустроугарској. Године 1909. подсетио је на унију две подунавске кнежевине под Александром Јованом Кузом и предвидео унију Трансилваније са Румунијом. Посетио је Будимпешту како би се састао са трансилванијским студентима на локалном универзитету и био је предмет докторске тезе коју је написао Хориа Петра-Петресцу (која је уједно била и прва монографија о његовом раду). Одлучио је да подржи песника и активисту Октавијана Гогу, кога су мађарске власти затвориле, након што је довео у питање етничку политику у Транслеитанији – пишући за Универсул, Карађеле је нагласио да такви прогони носе ризик од ескалације тензија у региону. Касније је посетио Гогу у Сегедину, где је служио казну.
Августа 1911. године боравио је у Блају, где је културно друштво АСТРА славило 50 година. Карађеле је такође био сведок једног од првих летова авијације, летова румунског трансилванског пионира Аурела Влаицуа . У јануару 1912, када је напунио 60 година, Карађеле је одбио да учествује у свечаној прослави коју је организовало Друштво румунских писаца Емила Гарлеануа. Карађеле је раније одбио понуду Константина Радулеску-Мотру да изврши јавну претплату у своју корист, уз образложење да не може да прихвати такву финансијску добит.
Умро је изненада у својој кући у Берлину, врло брзо по повратку са путовања. Узрок смрти је назначен као срчани удар. Његов син Лука испричао је да је те ноћи поново читао Магбета Вилијама Шекспира, за који је сматрао да је дирљива прича.
Његово тело је теретним возом превезено у Букурешт, који се изгубио на шинама и стигао са великим закашњењем. На крају је сахрањен на гробљу Белу 22. новембра 1912. Његов дугогодишњи ривал Александру Македонски био је тужан због вести смрти Карађела. У писму Адеварулу, тврдио је да му је дражи Карађелов хумор од хумора Американца Марка Твена, наглашавајући да смо се „често нападали јер смо се много волели“.

## Критика и постухмно препознавање
Карађале се радовао својим препознавањем својих опера у његово доба, али је такође био и критикован. После своје смрти, почео је да буде препознат по значају у румунској драматургији. После његове смрти, његове представе су игране и постале релевантне током комунистичког режима.
Према Тудору Виану, његова дела означавају „највиши израз“ румунског позоришта, одражавајући и комплиментирајући допринос који је Михаи Еминеску имао поезији на румунском језику. Виану је ипак указао на огромну разлику у стилу и приступу између Еминескуа и Карађела, напомињући да се, Еминескуовим метафизичким интересовањима и „романтичарском генију“, драматург супротстављао његовој „великој класичној и реалистичкој обдарености, друштвеној, говорној и епикурејској природи“.
Критичари и историчари стављају Карађалеов стил на средину између одложеног класицизма румунске књижевности 19. века и реализма (са натурализмом). Као писац је одбацио романтичарска начела, а већ 1870-их супротставио се лиризму присутном у драмама Виктора Игоа и Фридриха Шилера. Неокласицизам у његовим делима је додатно појачан у његовим драмама и комедијама његовим придржавањем принципа Ежена Скриба. Пол Зарифопол је тврдио да је Карађеле, већи део свог живота, противник дидактике, заступао Мајорескуове принципе уметности ради уметности. Често је скицирао алтернативне крајеве својих прича и бирао оне за које је сматрао да су најприродније. Ипак, Зарифопол је такође приметио да је писац касно у животу размишљао да једном од својих списа дода дидактичку поруку, која ће остати недовршена.
Његова улога у румунском контексту била је упоређена са Оноре де Балзаком у Француској, Чарлсом Дикенсом у Уједињеном Краљевству и Николајем Гогољем у Руском царству. Књижевни критичар Помпилију Константинеску приписао је Карагиалеовом осећају за иронију да је исправио тенденције његовог времена, а тиме и да је помогао у стварању урбане књижевности. Карађелово интересовање за реализам, међутим, негирали су неки од његових јунимистичких заговорника, који су покушали да повежу његово целокупно дело са Мајорескуовим смерницама: на основу Шопенхауерове естетике, критичар Михаил Драгомиреску је претпоставио да је његов хумор чист и да се не ослања на никакве посебне околности. или контекст.
Језик заузима централну улогу у његовом раду, често надокнађујући недостатак детаља. Томе је додата и његова тенденција да сведе текстове на њихову суштину – скратио је не само свој текст, већ и своје повремене преводе прича краљице Елизабете, па чак и Мигела де Сервантеса или Едгара Алана Поа. Понекад је својим делима додао лирску, медитативну или аутобиографску перспективу: та особина је била посебно очигледна у његовим каснијим фантазијским делима, а сва су обележена неоромантичком инспирацијом.
Он је вероватно освојио једнако признање због свог ригорозног приступа писању драма као и због свог оствареног стила. Припадао је првој генерацији румунских аутора који су се заинтересовали за наметање професионализма. Он је био конкретан у вези са овим захтевом — једном приликом је употребио сарказам да поништи уобичајену заблуду, рекавши: „Књижевност је уметност коју не треба учити; ко зна да претвори слова у слогове, а слогове у речи, довољно је припремљен да се бави књижевношћу“. Коментаришући ово, Виану је нагласио: „[...] чак и под привидом лакоће, [Карађеле] нам омогућава да уочимо строги закон његове уметности“ (додајући на другом месту да је „[Карађале] био скрупулозан и измучени уметник“).
Поред многих аутора чија је дела цитирао, преводио или пародирао, Јон Лука Карађале је изградио огромну књижевну заоставштину. Према историчару књижевности Штефану Казимиру: „Ниједан писац никада није имао толики број претходника, као што ниједна друга уметничка синтеза није била органскија и спонтанија.
Пре свега позоришни човек, Карађеле је био добро упознат са радом својих претходника, од Вилијама Шекспира до романтичара, и био је под великим утиском француске водвиљске комедије. Применио је појам добро направљених драма, како га је теоретисао Ежен Скриб, а такође је био под утицајем драматургије Ежена Марина Лабиша и Викторијана Сардуа. Наводно, Лабиче му је био омиљени аутор.
Верује се да је он користио и развио неколико тема које су већ присутне у румунском позоришту. Један од таквих претходника је аутор комедија Теодор Миллер, посебно кроз његову драму Fata lui Chir Troanc („Кир Троанцаова ћерка“). Писцу су највероватније биле познате комедија његова два стрица, Костаче и Јоргу Карађеле, за које се показало да развијају теме које је касније детаљније истраживао у својим делима. Међу мањим драматурзима 19. века чија су комична дела била позната Карагиалеу, а по много чему слична његовим, био је Косташ Халеплиу. Још један утицај који се често наводи је његов претходник и противник Василе Алецсандри, чије драме Coana Chirițaпредстављају рану критику вестернизације. Два аутора се ипак разликују у много чему, при чему Карађеле преузима сложенију улогу и посматра сложеније друштво.
Говорећи о последњим делима Карађеле, Виану је приметио да подсећају на Шекспирове касне романсе  док је Шербан Чокулеску веровао да су била индиректно инспирисана делима Едгара Алана Поа.  Поред тога, Kir Ianulea,, делимично користећи роман Никола Макијавелија као извор, сматран је доказом Карагиалеовог интересовања за ренесансну књижевност.
Истраживања писца о румунској култури такође су резултирала прецизним записом о румунском језику како се говорио током његовог дана, уз узорковање дијалеката, жаргона, сленга, вербалних тикова, као и илустровањем експеримената које су предузимале сукобљене лингвистичке школе током 19. почетком 20. века, као и трагове које су оставили на румунској лексици. По мишљењу Тудора Виануа, то је делимично било последица његовог оштрог музичког уха.
Карађеле је имао трајан утицај и на румунски хумор и на ставове Румуна о себи. Његове комедије и разне приче произвеле су низ фраза, од којих су многе још увек присутне у културним референцама. Ипак, због његове непријатне критике повремено му је додељено друго место у румунском наставном плану и програму и академском дискурсу, што је тенденција коју су посебно подржавали Гвоздена гарда и комунистички режим.
Паралелно, Карађалеове технике су утицале на драматурге 20. века као што су Михаил Сорбул, Виктор Јон Попа, Михаил Себастијан и Џорџ Михаил Замфиреску, и на разне редитеље, почевши од Константина И. Нотаре и Пола Густија. Неколико његових позоришних списа било је тема есеја аутора Сике Александрескуа, чија је интерпретација текстова користила систем Станиславског. Карађелове кратке приче и новеле инспирисале су бројне румунске ауторе. Према различитим ауторима, Карађеле је такође био претходник апсурдизма и познато је да је остварио утицај на Ежена Јонеска. Изван Румуније, утицај литературе Јона Луке Карађеле је био знатно мањи — Cambridge Paperback Guide to Theatre из 1996. приписао је то техничким проблемима које представљају преводи, као и тенденцији да се његова дела постављају као дела одређене епохе.
Неколико аутора је оставило мемоаре Јона Лука Карађела. Међу њима су Октавијан Гога и Јоан Славичи, И. Сучијану, Лука Карађале, Екатерина Логади-Карагјале, и Синсинат Павелеску. Међу његовим каснијим биографима био је Октав Минар, који је оптужен да је кривотворио одређене детаље ради комерцијалне добити. Директни или прикривени прикази Царагиалеа присутни су и у неколико белетристичких дела, почевши од ревије која је први пут приказана за његовог живота. Године 1939. Б. Јордан и Луциан Предеску објавили су заједнички роман о писцу, који је критикован због стила, тона и нетачности. Писац кратких прича Братеску-Воинести је предложио да љубавна афера Јона Луке Карађела са Вероником Микле и Еминескуов бес дају кључ за Еминескуову песму Луцеафарул, али његова теорија остаје контроверзна. Карађеле је вероватно присутан и у делу његовог сина Матеиуа Craii de Curtea-Veche, где се чини да су његов животни стил и допринос књижевности предмет подсмеха.
У Румунску академију писац је изабран постхумно, 1948. године, на предлог романописца Михаила Садовеануа. 2002, 150. годишњица рођења Јона Луке Карагијалеа, у Румунији је прослављена као Anul Caragiale („Карађелијева година“). Годишњи позоришни фестивали у његову част одржавају се у Букурешту и главном граду Молдавије Кишињеву. Његва књижевна дела били су литерани поднесци за многе продукције у румунској кинематографији и телевизији
Народно позориште у Букурешту тренутно је у потпуности познато као Народно позориште „Јон Лука Карађале“ . Неколико образовних институција је именовано у његову част, укључујући Академију за позориште и филм и Национални колеџ Јон Лука Карађеле у Букурешту, национални колеџ у Плоештију и средњу школу у Моренију. Међу статуама подигнутим у његову част су споменик у Букурешту Константина Бараскија и бисте у вртовима Чимиђиу у престоници и у Плоештију. Био је предмет портрета и карикатура разних уметника, а 2007. године, по завршетку петогодишњег пројекта у коме су учествовали карикатуристи у Румунији и ван ње, Гинисова књига рекорда га је прогласила „највише портретисаним писцем“ (са преко 1500 појединачних цртежа у једној изложби).
Године 1962. кућа у Плоештију претворена је у музеј у част Карађела (кућа Добреску). Његов родни дом у Хаиманалеу отворен је за јавност 1979. Спомен-плоче су такође постављене у Бузау  и на Шенеберговом Хоенцолерндаму. Његово име је дато улицама, авенијама, парковима или четвртима у многим румунским градовима — што укључују улицу у Букурешту у којој је живео око 1900. године, улицу у Плојештију, кварт у Брашову и парк у Клуж-Напока. Улица у Кишињеву такође је названа по њему.
У роману Република румунско-америчког романописца Богдана Сукеаве (Polirom Press, 2018) главни лик је 17-годишњи Јон Лука Карађеле, и приказује његову умешаност у покушај државног удара од 8. августа 1870. у Плоештију . .

## Дела

### Позориште
Комедије
- O noapte furtunoasă (1879) - оригинални текст
- Conu Leonida față cu reacțiunea (1880) - оригинални текст
- O scrisoare pierdută (1884) - оригинални текст
- D-ale carnavalului (1885) - оригинални текст
- O soacră (farsă fantezistă într-un act) - оригинални текст
- Hatmanul Baltag (operă bufă) - оригинални текст
- Începem (instantaneu într-un act)

Драме
- Năpasta (1890) - оригинални текст

### Приповетке
- O făclie de Paște (1889) - оригинални текст
- În vreme de război (1898) - оригинални текст
- Din carnetul unui vechi sufleur - оригинални текст
- Un artist - оригинални текст
- Grand Hôtel "Victoria Română" - оригинални текст
- Om cu noroc - оригинални текст
- Păcat (1892) - оригинални текст
- Norocul culegătorului - оригинални текст
- O invenție mare - оригинални текст
- Poveste - оригинални текст
- Boborul - оригинални текст
- Noaptea învierii - оригинални текст
- Baioneta inteligentă - оригинални текст
- Cănuță, om sucit - оригинални текст
- La hanul lui Mânjoală - оригинални текст
- Două loturi (1901) - оригинални текст
- Caut casă... - оригинални текст
- La conac - оригинални текст
- Monopol... - оригинални текст
- Mamă... - оригинални текст
- Ion... - оригинални текст
- Partea poetului - оригинални текст
- Pastramă trufanda - оригинални текст
- Kir Ianulea - оригинални текст
- Calul dracului - оригинални текст

### Друга дела
- Moftangii - оригинални текст
- Națiunea română - оригинални текст
- Căldură mare - оригинални текст
- Justiție - оригинални текст
- Mitică - оригинални текст
- Art. 214 - оригинални текст
- Politică - оригинални текст
- O zi solemnă - оригинални текст
- Politică înaltă - оригинални текст
- Un pedagog de școală nouă - оригинални текст
- D-l Goe - оригинални текст
- Lanțul slăbiciunilor - оригинални текст
- La Moși - оригинални текст
- Bubico - оригинални текст
- Jertfe patriotice - оригинални текст
- Situațiunea - оригинални текст
- Românii verzi - оригинални текст
- Telegrame - оригинални текст
- Triumful talentului - оригинални текст
- Tot Mitică - оригинални текст
- Proces-verbal - оригинални текст
- Ultima oră - оригинални текст
- Infamie... - оригинални текст
- C.F.R. - оригинални текст
- Boris Sarafoff - оригинални текст
- Repausul duminical - оригинални текст
- Urgent - оригинални текст
- Cum stăm... - оригинални текст
- Meteahnă - оригинални текст
- Justiția română - оригинални текст
- La poștă - оригинални текст
- Moșii - оригинални текст
- Politică și delicatețe - оригинални текст
- Cum se naște o revistă? - оригинални текст
- Cum se înțeleg țăranii - оригинални текст
- Duminica Tomii - оригинални текст
- Gazometru - оригинални текст
- Istoria se repetă - оригинални текст
- Petițiune - оригинални текст
- Mici economii... - оригинални текст
- Ultima emisiune - оригинални текст
- O lacună - оригинални текст
- Cadou... - оригинални текст
- Diplomație - оригинални текст
- O cronică de Crăciun... - оригинални текст
- Vizită... - оригинални текст
- O conferință - оригинални текст
- Țal!... - оригинални текст
- Greu, de azi pe mâine... sau unchiul și nepotul - оригинални текст
- Antologie... - оригинални текст
- Identitate... - оригинални текст
- 25 de minute... - оригинални текст
- Reformă - оригинални текст
- Așa să mor!  - оригинални текст

Публикације у периодици
- Cronica fantastică - оригинални текст
- Zig-zag!... - оригинални текст
- Parlamentare - оригинални текст
- Manifestul "claponului" - оригинални текст
- Orientale. Două documente - оригинални текст
- Corespondența sentimentală - оригинални текст
- Broaște... destule - оригинални текст
- Lache și Mache - оригинални текст
- Calendar - оригинални текст
- Din foloasele tiparului - оригинални текст
- Varietăți geografice. De la Zanzibar la Salonic și înapoi - оригинални текст
- Varietăți literare. Canard-rățoi - оригинални текст
- Cronica - оригинални текст
- Moftul român - оригинални текст
- Succesul "Moftului român" - оригинални текст
- Trădarea românismului! Triumful străinismului!! Consumatum est!!! - оригинални текст
- Poveste de contrabandă - оригинални текст
- Manifestul "moftului român" - оригинални текст
- Școala română - оригинални текст
- Accident parlamentar - оригинални текст
- Justiția română. Secția corecțională - оригинални текст
- High-life - оригинални текст
- Logica baroului - оригинални текст
- În tren accelerat - оригинални текст
- Carnet high-life - оригинални текст
- Nedescifrabil - оригинални текст
- Arendașul român - оригинални текст
- Poruncă domnească - оригинални текст
- Tardivitate - оригинални текст
- Șah și mat! - оригинални текст
- Autoritate - оригинални текст
- Cronica de joi - оригинални текст
- Cum se naște o revistă? - оригинални текст
- Karkaleki - оригинални текст
- Paradoxal - оригинални текст
- O blană rară - оригинални текст
- Articol de reportaj - оригинални текст
- Cazul d-lui Pawlowsky - оригинални текст
- Slăbiciune - оригинални текст
- Intelectualii... - оригинални текст
- Despre cometă – prelegere populară - оригинални текст
- Accelerat no. 17 - оригинални текст
- Cum devine cineva revoluționar și om politic...? - оригинални текст
- La Paști - оригинални текст
- Emulațiune - оригинални текст
- Dascăl prost - оригинални текст
- Premiul întâi - o reminiscență din tinerețele pedagogului - оригинални текст
- Cum stăm... - оригинални текст
- Bacalaureat - оригинални текст
- Deziderate legitime - оригинални текст
- Cam târziu... - оригинални текст
- Imaginație, stil și clistir - оригинални текст
- Educațiunea sentimentală la vite - оригинални текст
- Tatăl nostru - оригинални текст
- Teatrul la țară - оригинални текст
- Tot Mitică - оригинални текст
- Lună de miere - оригинални текст
- Cele trei zeițe - оригинални текст
- „Moftul” făcător de minuni - оригинални текст
- Înfiorătoarea și îngrozitoarea și oribila dramă din strada Uranus - оригинални текст
- Infamie... - оригинални текст
- La Peleș - оригинални текст
- Făcătoare de minuni... - оригинални текст
- Inițiativa... - оригинални текст
- Ouăle roșii - оригинални текст
- Dintr-un catastif vechi - оригинални текст
- Sfânta Ghenoveva - оригинални текст
- Un incident de senzație - оригинални текст
- Leac de criză - оригинални текст
- O ședință la "Junimea" în ajunul Anului Nou - оригинални текст
- Sfânt Ion - оригинални текст
- Prea sărac - оригинални текст
- Temă și variațiuni - оригинални текст
- Un frizer-poet și o dramă care trebuie să se scarpine-n cap - оригинални текст

### Публикације
Књижевност и култура
- Literatura și artele române în a doua jumătate a secolului XIX - оригинални текст
- Bene-merenti - оригинални текст
- Câteva păreri - оригинални текст
- Politică și cultură - оригинални текст
- Notițe risipite - оригинални текст
- A zecea muză - оригинални текст
- Cronici literare - оригинални текст
- Teatrul cel Mare – "Urâta satului" - оригинални текст
- Cercetare critică asupra teatrului românesc - оригинални текст
- Articole despre teatru  - оригинални текст
- Cronici teatrale - оригинални текст
- Scrisoare - оригинални текст
- Teatrul național - оригинални текст
- O admirabilă lucrare literară - оригинални текст
- Știe carte băiatu lui Papuca!... - оригинални текст
- Scandal - оригинални текст
- Muzica - оригинални текст
- Ateneul Român - оригинални текст
- Concurs și premiuri academice - оригинални текст
- "Balade și idile” de George Coșbuc - оригинални текст
- Un mare sculptor român - оригинални текст
- Memorii din timpul războiului - оригинални текст
- Grămătici și măscărici - оригинални текст
- Despre Macedonski - оригинални текст
- Un monstru de activitate - оригинални текст
- "Constituționalul" poet - оригинални текст
- O nouă societate română - оригинални текст
- Teatrul nostru - оригинални текст
- Câteva cuvinte - оригинални текст
- D. B. P. Hăsdeu - оригинални текст
- O carte rară - оригинални текст
- Traian Demetrescu - оригинални текст
- Răzbunarea lui Anastase - оригинални текст
- D. Eugeniu Stătescu poet - оригинални текст
- Arheologie - оригинални текст
- Un caz literar interesant - оригинални текст
- Plagiatul Zola-Bibescu - оригинални текст
- Spitalul amorului. O prefață - оригинални текст
- Un nou plagiat Zola - оригинални текст
- Un articol regretabil - оригинални текст
- Gheorghe Baronzi - оригинални текст
- Pomada fermecată - оригинални текст
- Un dicționar român - оригинални текст
- Operă națională - оригинални текст
- Teribil naufragiu, din norocire fără accident de persoane - оригинални текст

Чланци на политичке теме
- 1907 din primăvară până'n toamnă - оригинални текст
- Apelul la unire - оригинални текст
- Cronica sentimentală - оригинални текст
- Cronica - оригинални текст
- Deslușire - оригинални текст
- Frați radicali și D. Dim. Sturdza - оригинални текст
- Gogoși - оригинални текст
- Istoria unei epigrafe - оригинални текст
- Liberalii și conservatorii - оригинални текст
- Liberalii engleji și români - оригинални текст
- Parlamentare gogoși - оригинални текст
- Prospătura - оригинални текст
- Resbelul - оригинални текст
- Resbelul 1877 - оригинални текст
- Situațiunea Europei - оригинални текст
- Ultimele gogoși calde - оригинални текст
- Guvernul și modificarea art. 7 - оригинални текст
- Cuvântare - оригинални текст
- Ce este "centrul" - оригинални текст
- Ingeniozitate parlamentară - оригинални текст
- Addenda - Justificarea unor expulzări - оригинални текст
- Excelsior! - оригинални текст
- Procedee electorale - оригинални текст
- Diplomație subțire - Cronică - оригинални текст
- Instantaneu - оригинални текст
- Nevoile obștii și așa numitele "Casa Noastră"... - оригинални текст
- Sărbători mâhnite - оригинални текст
- Termitele... - оригинални текст
- Decadență - оригинални текст
- Între Stan și Bran - оригинални текст
- Reacțiunea - оригинални текст
- O reparațiune - оригинални текст
- Lascăr Catargiu - оригинални текст
- Literatura și Politica - оригинални текст
- Scrisoare - оригинални текст
- Toxin și toxice - оригинални текст
- Noul cabinet Otoman - оригинални текст
- Știri franceze chestiunea Dobrogei - оригинални текст
- Criza de cabinet - оригинални текст
- Culisele chestiunii naționale - оригинални текст
- D.C.A. Rosetti la Roma? - оригинални текст
- În ajunul crizei - оригинални текст
- Convenții cu Rusia - оригинални текст
- Poziția ministerială față cu revizuirea - оригинални текст
- Reportaj parlamentar - оригинални текст
- Un incident la cameră - оригинални текст
- Plătește vizirul - оригинални текст
- Însemnătatea presei - оригинални текст
- Un interview - оригинални текст
- Jurnalul nostru - оригинални текст
- Reacționarii neprevăzători - оригинални текст
- Sub ce regim trăim! - оригинални текст
- Inovațiune - оригинални текст
- Iarăși promisia D-lui Fleava - оригинални текст
- Principii și vaccină - оригинални текст
- Linia ferată Ploiești - Predeal - оригинални текст

### Пародије
- Smărăndița - оригинални текст
- Dă-dămult... Mai dă-dămult - оригинални текст